# Moskenes
Moskenes é uma comuna da Noruega, com 119 km² de área e 1 212 habitantes (censo de 2004).         